# 811 Nauheima
811 Nauheima este un asteroid din centura principală, descoperit pe 8 septembrie 1915, de Max Wolf.